# Élections législatives de 2017 dans l'Aude
Les élections législatives françaises de 2017 se déroulent les 11 et 18 juin 2017. Dans le département de l'Aude, trois députés sont à élire dans le cadre de trois circonscriptions.

## Élus
| Circonscription                                 | Député sortant     | Parti | Parti | Député élu ou réélu | Parti | Parti |
| ----------------------------------------------- | ------------------ | ----- | ----- | ------------------- | ----- | ----- |
| 1re                                             | Jean-Claude Perez  |       | DVG   | Danièle Hérin       |       | LREM  |
| 2e                                              | Marie-Hélène Fabre |       | PS    | Alain Péréa         |       | LREM  |
| 3e                                              | Jean-Paul Dupré*   |       | PS    | Mireille Robert     |       | LREM  |
| * député sortant ne se représentant pas en 2017 |                    |       |       |                     |       |       |

## Rappel des résultats départementaux des élections de 2012
| Parti          | Parti                                | Premier tour | Premier tour | Second tour | Second tour | Sièges |
| Parti          | Parti                                | Voix         | %            | Voix        | %           | Sièges |
| -------------- | ------------------------------------ | ------------ | ------------ | ----------- | ----------- | ------ |
|                | Parti socialiste                     | 62 018       | 38,07        | 91 292      | 60,38       | 3      |
|                | Divers gauche dont MRC               | 12 950       | 7,95         | Retrait     | Retrait     | 0      |
|                | Europe Écologie Les Verts            | 1 790        | 1,1          |             |             | 0      |
|                | Majorité présidentielle              | 76 758       | 47,12        | 91 292      | 60,38       | 3      |
|                |                                      |              |              |             |             |        |
|                | Union pour un mouvement populaire    | 34 258       | 21,03        | 39 094      | 25,86       | 0      |
|                | Nouveau centre                       | 1 266        | 0,78         |             |             | 0      |
|                | Divers droite dont DLR et PCD        | 853          | 0,52         | 0           |             |        |
|                | Droite parlementaire                 | 36 377       | 22,33        | 39 094      | 25,86       | 0      |
|                |                                      |              |              |             |             |        |
|                | Front national                       | 29 968       | 18,4         | 20 809      | 13,76       | 0      |
|                | Front de gauche                      | 11 959       | 7,34         |             |             | 0      |
|                | Extrême gauche dont LO et POI        | 3 415        | 2,1          | 0           |             |        |
|                | Régionaliste                         | 1 730        | 1,06         | 0           |             |        |
|                | Divers écologiste dont LT-LNÉ et AÉI | 1 490        | 0,91         | 0           |             |        |
|                | Mouvement démocrate                  | 816          | 0,5          | 0           |             |        |
|                | Extrême droite                       | 373          | 0,23         | 0           |             |        |
|                |                                      |              |              |             |             |        |
| Inscrits       | Inscrits                             | 264 073      | 100,00       | 264 082     | 100,00      | 3      |
| Abstentions    | Abstentions                          | 97 884       | 37,07        | 103 409     | 39,16       |        |
| Votants        | Votants                              | 166 189      | 62,93        | 160 673     | 60,84       |        |
| Blancs et nuls | Blancs et nuls                       | 3 303        | 1,99         | 9 478       | 5,9         |        |
| Exprimés       | Exprimés                             | 162 886      | 98,01        | 151 195     | 94,1        |        |

## Résultats de l'élection présidentielle de 2017 par circonscription
| Circonscription | 1er tour | 1er tour | 1er tour | 1er tour  |         | 2d tour | 2d tour |
| Circonscription | Macron   | Le Pen   | Fillon   | Mélenchon | Macron  | Le Pen  |         |
| --------------- | -------- | -------- | -------- | --------- | ------- | ------- | ------- |
| Circonscription |          |          |          |           |         |         |         |
| 1re             | 20,34 %  | 29,01 %  | 14,2 %   | 21,45 %   | 54,77 % | 45,23 % |         |
| 2e              | 19,28 %  | 29,83 %  | 15,88 %  | 21,21 %   | 53,13 % | 46,87 % |         |
| 3e              | 20,52 %  | 25,98 %  | 15,19 %  | 21,88 %   | 58,05 % | 41,95 % |         |

## Résultats

### Résultats à l'échelle du département
|                                          |                                            |                           |                           |                          |                          |
|                                          |                                            | Premier tour 11 juin 2017 | Premier tour 11 juin 2017 | Second tour 18 juin 2017 | Second tour 18 juin 2017 |
|                                          |                                            |                           |                           |                          |                          |
|                                          |                                            | Nombre                    | % des inscrits            | Nombre                   | % des inscrits           |
| Inscrits                                 | Inscrits                                   | 272 660                   | 100,00                    | 272 676                  | 100,00                   |
| Abstentions                              | Abstentions                                | 127 619                   | 46,73                     | 143 638                  | 52,68                    |
| Votants                                  | Votants                                    | 145 041                   | 53,19                     | 129 038                  | 47,32                    |
|                                          |                                            |                           | % des votants             |                          | % des votants            |
| Bulletins blancs                         | Bulletins blancs                           | 3 030                     | 2,08                      | 11 930                   | 9,25                     |
| Bulletins nuls                           | Bulletins nuls                             | 1 305                     | 0,89                      | 7 621                    | 5,91                     |
| Suffrages exprimés                       | Suffrages exprimés                         | 140 706                   | 97,01                     | 109 487                  | 84,85                    |
|                                          |                                            |                           |                           |                          |                          |
| Étiquette politique                      | Étiquette politique                        | Voix                      | % des exprimés            | Voix                     | % des exprimés           |
|                                          |                                            |                           |                           |                          |                          |
|                                          | La République en marche                    | 39 438                    | 28,02                     | 62 100                   | 56,72                    |
|                                          | Front national                             | 28 744                    | 20,42                     | 30 069                   | 27,46                    |
|                                          | Parti socialiste                           | 20 084                    | 14,27                     | 17 318                   | 15,82                    |
|                                          | La France insoumise                        | 19 393                    | 13,78                     |                          |                          |
|                                          | Les Républicains                           | 16 751                    | 11,90                     |                          |                          |
|                                          | Divers gauche                              | 2 838                     | 2,01                      |                          |                          |
|                                          | Parti communiste français                  | 2 758                     | 1,96                      |                          |                          |
|                                          | Europe Écologie Les Verts                  | 2 564                     | 1,82                      |                          |                          |
|                                          | Debout la France                           | 1 468                     | 1,04                      |                          |                          |
|                                          | Divers écologistes                         | 1 145                     | 0,81                      |                          |                          |
|                                          | Parti animaliste                           | 797                       | 0,56                      |                          |                          |
|                                          | Union Populaire Républicaine               | 797                       | 0,56                      |                          |                          |
|                                          | Lutte ouvrière                             | 784                       | 0,55                      |                          |                          |
|                                          | Union des démocrates et indépendants       | 599                       | 0,43                      |                          |                          |
|                                          | Mouvement 100%                             | 578                       | 0,41                      |                          |                          |
|                                          | Union des Patriotes                        | 493                       | 0,35                      |                          |                          |
|                                          | Parti du Vote Blanc                        | 360                       | 0,25                      |                          |                          |
|                                          | Résistons                                  | 305                       | 0,21                      |                          |                          |
|                                          | Nouvelle Donne                             | 280                       | 0,19                      |                          |                          |
|                                          | Parti communiste révolutionnaire de France | 144                       | 0,10                      |                          |                          |
|                                          | Souveraineté, Identité, Libertés           | 143                       | 0,10                      |                          |                          |
|                                          | Narbonne Unis                              | 128                       | 0,09                      |                          |                          |
|                                          | Parti de la démondialisation               | 100                       | 0,07                      |                          |                          |
|                                          | Union des démocrates, radicaux et libéraux | 15                        | 0,01                      |                          |                          |
| Source : Ministère de l'Intérieur - Aude |                                            |                           |                           |                          |                          |

### Résultats par circonscription

#### Première circonscription
Député sortant : Jean-Claude Perez (Divers gauche).
|                                                                        |                                                                           |                           |                           |                          |                          |
|                                                                        |                                                                           | Premier tour 11 juin 2017 | Premier tour 11 juin 2017 | Second tour 18 juin 2017 | Second tour 18 juin 2017 |
|                                                                        |                                                                           |                           |                           |                          |                          |
|                                                                        |                                                                           | Nombre                    | % des inscrits            | Nombre                   | % des inscrits           |
| Inscrits                                                               | Inscrits                                                                  | 95 107                    | 100,00                    | 95 078                   | 100,00                   |
| Abstentions                                                            | Abstentions                                                               | 44 430                    | 46,72                     | 49 516                   | 52,08                    |
| Votants                                                                | Votants                                                                   | 50 677                    | 53,28                     | 45 562                   | 47,92                    |
|                                                                        |                                                                           |                           | % des votants             |                          | % des votants            |
| Bulletins blancs                                                       | Bulletins blancs                                                          | 1 111                     | 2,19                      | 3 794                    | 8,33                     |
| Bulletins nuls                                                         | Bulletins nuls                                                            | 501                       | 0,99                      | 2 359                    | 5,18                     |
| Suffrages exprimés                                                     | Suffrages exprimés                                                        | 49 065                    | 96,82                     | 39 409                   | 86,50                    |
|                                                                        |                                                                           |                           |                           |                          |                          |
| Candidat Étiquette politique (partis et alliances)                     | Candidat Étiquette politique (partis et alliances)                        | Voix                      | % des exprimés            | Voix                     | % des exprimés           |
|                                                                        |                                                                           |                           |                           |                          |                          |
|                                                                        | Danièle Hérin La République en marche                                     | 13 486                    | 27,49                     | 23 114                   | 58,65                    |
|                                                                        | Christophe Barthès Front national                                         | 11 199                    | 22,82                     | 16 295                   | 41,35                    |
|                                                                        | Marine Toro La France insoumise                                           | 6 964                     | 14,19                     |                          |                          |
|                                                                        | Alain Giniès Parti socialiste                                             | 4 868                     | 9,92                      |                          |                          |
|                                                                        | Miren de Lorgeril Les Républicains                                        | 4 712                     | 9,60                      |                          |                          |
|                                                                        | Jean-Claude Perez (député sortant) Divers gauche (Parti socialiste diss.) | 2 541                     | 5,18                      |                          |                          |
|                                                                        | Mylène Vesentini Parti communiste français (Europe Écologie Les Verts)    | 1 462                     | 2,98                      |                          |                          |
|                                                                        | Hervé Boissonade Debout la France                                         | 882                       | 1,80                      |                          |                          |
|                                                                        | Yamina Mamou Union des démocrates et indépendants                         | 599                       | 1,22                      |                          |                          |
|                                                                        | Nicole Escourbiac Mouvement 100%                                          | 578                       | 1,18                      |                          |                          |
|                                                                        | Patricia Dandeu Parti Animaliste                                          | 573                       | 1,17                      |                          |                          |
|                                                                        | Arthur Chevignard Parti du vote blanc                                     | 360                       | 0,73                      |                          |                          |
|                                                                        | Pierre Fabre Divers gauche                                                | 297                       | 0,61                      |                          |                          |
|                                                                        | Marie Sanz Union populaire républicaine                                   | 294                       | 0,60                      |                          |                          |
|                                                                        | Nicole Gadrat Lutte ouvrière                                              | 250                       | 0,51                      |                          |                          |
| Source : Ministère de l'Intérieur - Première circonscription de l'Aude |                                                                           |                           |                           |                          |                          |

#### Deuxième circonscription
Député sortant : Marie-Hélène Fabre (Parti socialiste).
|                                                                        |                                                                   |                           |                           |                          |                          |
|                                                                        |                                                                   | Premier tour 11 juin 2017 | Premier tour 11 juin 2017 | Second tour 18 juin 2017 | Second tour 18 juin 2017 |
|                                                                        |                                                                   |                           |                           |                          |                          |
|                                                                        |                                                                   | Nombre                    | % des inscrits            | Nombre                   | % des inscrits           |
| Inscrits                                                               | Inscrits                                                          | 88 902                    | 100,00                    | 88 898                   | 100,00                   |
| Abstentions                                                            | Abstentions                                                       | 44 767                    | 50,36                     | 50 698                   | 57,03                    |
| Votants                                                                | Votants                                                           | 44 135                    | 49,64                     | 38 200                   | 42,97                    |
|                                                                        |                                                                   |                           | % des votants             |                          | % des votants            |
| Bulletins blancs                                                       | Bulletins blancs                                                  | 864                       | 1,96                      | 3 450                    | 9,03                     |
| Bulletins nuls                                                         | Bulletins nuls                                                    | 336                       | 0,76                      | 1 595                    | 4,18                     |
| Suffrages exprimés                                                     | Suffrages exprimés                                                | 42 935                    | 97,28                     | 33 155                   | 86,79                    |
|                                                                        |                                                                   |                           |                           |                          |                          |
| Candidat Étiquette politique (partis et alliances)                     | Candidat Étiquette politique (partis et alliances)                | Voix                      | % des exprimés            | Voix                     | % des exprimés           |
|                                                                        |                                                                   |                           |                           |                          |                          |
|                                                                        | Alain Péréa La République en marche                               | 11 729                    | 27,32                     | 19 381                   | 58,46                    |
|                                                                        | Jean-François Daraud Front national                               | 8 492                     | 19,78                     | 13 774                   | 41,54                    |
|                                                                        | Michel Py Les Républicains (Union des démocrates et indépendants) | 6 842                     | 15,94                     |                          |                          |
|                                                                        | Marie-Hélène Fabre (députée sortante) Parti socialiste            | 5 786                     | 13,48                     |                          |                          |
|                                                                        | Jean-Hugues Silberman La France insoumise                         | 5 244                     | 12,21                     |                          |                          |
|                                                                        | Xavier Verdejo Parti communiste français                          | 1 296                     | 3,02                      |                          |                          |
|                                                                        | Marie-Laure Arripe Europe Écologie Les Verts                      | 1 025                     | 2,39                      |                          |                          |
|                                                                        | André Jacques Debout la France                                    | 586                       | 1,36                      |                          |                          |
|                                                                        | Laurence Funès Union des patriotes                                | 493                       | 1,15                      |                          |                          |
|                                                                        | Gérard Lenfant Résistons                                          | 305                       | 0,71                      |                          |                          |
|                                                                        | Renaud Laus Nouvelle Donne                                        | 280                       | 0,65                      |                          |                          |
|                                                                        | Annette Vigier Lutte ouvrière                                     | 229                       | 0,53                      |                          |                          |
|                                                                        | Pierre Martinez Parti Animaliste                                  | 224                       | 0,52                      |                          |                          |
|                                                                        | Maximilien Faivre Souveraineté, Identité et Libertés              | 143                       | 0,33                      |                          |                          |
|                                                                        | Dominique Coutard Union populaire républicaine                    | 133                       | 0,31                      |                          |                          |
|                                                                        | Jordan Pérello Narbonne Unis                                      | 128                       | 0,30                      |                          |                          |
|                                                                        | Aurore Debono Union des démocrates, radicaux et libéraux          | 0                         | 0,00                      |                          |                          |
| Source : Ministère de l'Intérieur - Deuxième circonscription de l'Aude |                                                                   |                           |                           |                          |                          |

#### Troisième circonscription
Député sortant : Jean-Paul Dupré (Parti socialiste).
|                                                                         | |                           |                           |                          |                          |
|                                                                         | | Premier tour 11 juin 2017 | Premier tour 11 juin 2017 | Second tour 18 juin 2017 | Second tour 18 juin 2017 |
|                                                                         | |                           |                           |                          |                          |
|                                                                         | | Nombre                    | % des inscrits            | Nombre                   | % des inscrits           |
| Inscrits                                                                | Inscrits | 88 651                    | 100,00                    | 88 640                   | 100,00                   |
| Abstentions                                                             | Abstentions | 38 422                    | 43,34                     | 43 364                   | 48,92                    |
| Votants                                                                 | Votants | 50 229                    | 56,66                     | 45 276                   | 51,08                    |
|                                                                         | |                           | % des votants             |                          | % des votants            |
| Bulletins blancs                                                        | Bulletins blancs | 1 055                     | 2,10                      | 4 686                    | 10,35                    |
| Bulletins nuls                                                          | Bulletins nuls | 468                       | 0,93                      | 3 667                    | 8,10                     |
| Suffrages exprimés                                                      | Suffrages exprimés | 48 706                    | 96,97                     | 36 923                   | 81,55                    |
|                                                                         | |                           |                           |                          |                          |
| Candidat Étiquette politique (partis et alliances)                      | Candidat Étiquette politique (partis et alliances)                                                                                  | Voix                      | % des exprimés            | Voix                     | % des exprimés           |
|                                                                         | |                           |                           |                          |                          |
|                                                                         | Mireille Robert La République en marche                                                                                             | 14 223                    | 29,20                     | 19 605                   | 53,10                    |
|                                                                         | André Viola Parti socialiste | 9 430                     | 19,36                     | 17 318                   | 46,90                    |
|                                                                         | Christelle de L'Épinois Front national                                                                                              | 9 053                     | 18,59                     |                          |                          |
|                                                                         | Manon Le Bretton La France insoumise                                                                                                | 7 185                     | 14,75                     |                          |                          |
|                                                                         | Catherine Vergé Les Républicains (Union des démocrates et indépendants)                                                             | 5 197                     | 10,67                     |                          |                          |
|                                                                         | Daniel Dédiès Europe Écologie Les Verts (Parti communiste français - Ensemble !)                                                    | 1 539                     | 3,16                      |                          |                          |
|                                                                         | Jacques Cros Écologiste (La France qui ose - Mouvement écologiste indépendant - Confédération pour l'homme, l'animal et la planète) | 1 145                     | 2,35                      |                          |                          |
|                                                                         | Walter Lupano Union populaire républicaine                                                                                          | 370                       | 0,76                      |                          |                          |
|                                                                         | Dominique Galonnier Lutte ouvrière                                                                                                  | 305                       | 0,63                      |                          |                          |
|                                                                         | Michel Martin Parti communiste révolutionnaire de France                                                                            | 144                       | 0,30                      |                          |                          |
|                                                                         | Michel Fernandez Parti de la démondialisation                                                                                       | 100                       | 0,21                      |                          |                          |
|                                                                         | Marie Reche Union des démocrates, radicaux et libéraux                                                                              | 15                        | 0,03                      |                          |                          |
| Source : Ministère de l'Intérieur - Troisième circonscription de l'Aude | |                           |                           |                          |                          |